# Espacio de Smith
En análisis funcional y áreas relacionadas de las matemáticas, un espacio de Smith es un espacio localmente convexo completo {\displaystyle X} generado de forma compacta  que posee un conjunto compacto universal, es decir, un conjunto compacto {\displaystyle K} que absorbe a todos los demás conjuntos compactos {\displaystyle T\subseteq X} (es decir, {\displaystyle T\subseteq \lambda \cdot K} para algunos {\displaystyle \lambda >0}).
Los espacios de Smith llevan el nombre de Marianne Ruth Freundlich Smith, quien los presentó como duales de un espacio de Banach en algunas versiones de la teoría de la dualidad para espacios vectoriales topológicos. Todos los espacios de Smith son estereotipos, y forman parte de las relaciones de dualidad estereotipadas con los espacios de Banach: 
- Para cualquier espacio de Banach {\displaystyle X}, su estereotipo de espacio dual {\displaystyle X^{\star }} es un espacio de Smith.

- Y viceversa, para cualquier espacio de Smith {\displaystyle X} su espacio dual estereotipado {\displaystyle X^{\star }} es un espacio de Banach.

Los espacios de Smith son casos especiales de los espacios de Brauner.

## Ejemplos
- Como se desprende de los teoremas de dualidad, para cualquier espacio de Banach {\displaystyle X} su espacio dual estereotipado {\displaystyle X^{\star }} es un espacio de Smith. El polar {\displaystyle K=B^{\circ }} de la bola unitaria {\displaystyle B} en {\displaystyle X} es el conjunto compacto universal en {\displaystyle X^{\star }}. Si {\displaystyle X^{*}} denota el espacio normado dual para {\displaystyle X}, y {\displaystyle X'} es el espacio {\displaystyle X^{*}} dotado con la topología débil de {\displaystyle X}, entonces la topología de {\displaystyle X^{\star }} se encuentra entre la topología de {\displaystyle X^{*}} y la topología de {\displaystyle X'}, por lo que existen las biyecciones naturales (lineales continuas)

{\displaystyle X^{*}\to X^{\star }\to X'.}
Si {\displaystyle X} es de dimensión infinita, entonces no coinciden dos de estas topologías. Al mismo tiempo, para {\displaystyle X} de dimensión infinita, el espacio {\displaystyle X^{\star }} no es barrilado (e incluso no es un espacio de Mackey si {\displaystyle X} es reflexivo como un Espacio de Banach).
- Si {\displaystyle K} es un conjunto  equilibrado compacto convexo en un espacio localmente convexo {\displaystyle Y}, entonces su sistema generador {\displaystyle {\mathbb {C} }K=\operatorname {span} (K)} posee una estructura única de un espacio de Smith con {\displaystyle K} como conjunto compacto universal (y con la misma topología en {\displaystyle K}).[6]
- Si {\displaystyle M} es un espacio compacto (de Hausdorff), y {\displaystyle {\mathcal {C}}(M)} es el espacio de Banach de funciones continuas en {\displaystyle M} (con la norma del supremo habitual), entonces el estereotipo de espacio dual {\displaystyle {\mathcal {C}}^{\star }(M)} (de medida de Radon en {\displaystyle M} con la topología de convergencia uniforme en conjuntos compactos en {\displaystyle {\mathcal {C}}(M)}), es un espacio de Smith. En el caso especial en el que {\displaystyle M=G} está dotado de una estructura de grupo topológico, el espacio {\displaystyle {\mathcal {C}}^{\star }(G)} se convierte en un ejemplo natural de álgebra de grupos de estereotipos.[7]
- Un espacio de Banach {\displaystyle X} es un espacio de Smith si y solo si {\displaystyle X} es de dimensión finita.